# Accs-Market
Accs‑Market es un mercado en línea global para la compra y venta de cuentas digitales verificadas para redes sociales, correos electrónicos, plataformas de videojuegos y otros servicios digitales. Lanzado en 2017, la plataforma ofrece a los equipos de marketing y automatización acceso a cuentas preconfiguradas para publicidad, participación y operaciones digitales.

## Historia
Accs‑Market fue establecido en 2017. Aunque su sede se encuentra, según informes, en Londres, Reino Unido, opera bajo la entidad legal Carfax Commerce Inc., registrada en Seychelles.
Desde 2020, Accs‑Market ha ampliado significativamente su catálogo para incluir cuentas de plataformas como Twitter, TikTok, Reddit, Discord, Steam y Telegram, además de cuentas especializadas de publicidad en Facebook con altos límites de gasto, Business Managers activados y límites diarios de anuncios elevados. Entre 2023 y 2025, Accs‑Market se consolidó como un competidor global de nivel medio con una base de usuarios internacionales en crecimiento.